# Yorktown-Klasse (1937)
Die Yorktown-Klasse war eine Klasse von Flugzeugträgern der United States Navy. Die drei Träger der Klasse, die zwischen 1937 und 1941 in Dienst gestellt wurden, bildeten zusammen mit den beiden Flugzeugträgern der Lexington-Klasse zu Beginn des Zweiten Weltkriegs das Rückgrat der amerikanischen Trägerflotte. Nur die Enterprise erlebte das Kriegsende, wurde dann aber 1947 außer Dienst gestellt und 13 Jahre später verschrottet. Die beiden anderen Schiffe wurden 1942 versenkt, die Yorktown in der Schlacht um Midway, die Hornet in der Schlacht bei den Santa-Cruz-Inseln.

## Geschichte

### Entwicklung und Bau
Nach dem Bau der Lexington und der Saratoga sowie der Genehmigung der Ranger Anfang der dreißiger Jahre stand die US-Marine vor der Entscheidung, wie mit den restlichen 52.000 ts, die gemäß Washingtoner Flottenabkommen der Navy noch für den Bau von Flugzeugträgern zur Verfügung standen, verfahren würde.

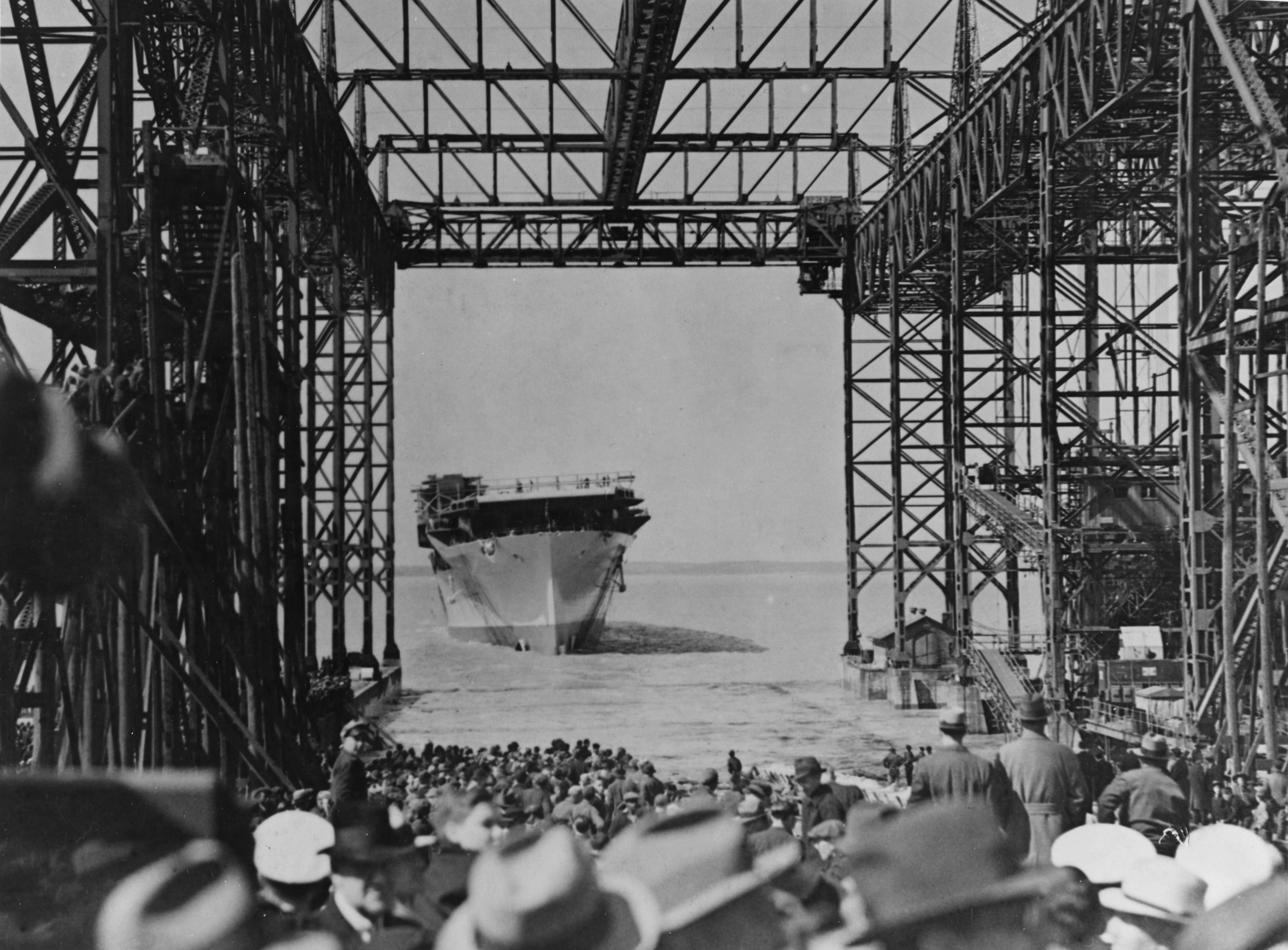
Yorktown unmittelbar nach dem Stapellauf, 4. April 1936

Ein Vorschlag sah den Bau von vier weiteren Trägern mit 14.500 ts Verdrängung wie bei der Ranger vor, was die Unterbringung einer möglichst großen Zahl von Flugzeugen an Bord der Trägerflotte ermöglicht hätte. Ein weiterer Vorschlag war der Bau zweier großer Träger mit je 27.000 ts Verdrängung, die ein Maximum an Schutz geboten hätten. Man entschied sich letztlich zum Bau zweier mittelgroßer Flugzeugträger mit jeweils knapp über 20.000 ts Verdrängung sowie eines dritten, kleinen Flugzeugträgers, der die Tonnage-Begrenzung des Flottenvertrags ausschöpfte.
Die Genehmigung der ersten beiden Schiffe der Klasse erfolgte am 16. Juni 1933 durch Präsident Franklin D. Roosevelt im Rahmen des National Industrial Recovery Act, der Teil der New-Deal-Politik war. Der kleinere Flugzeugträger, die Wasp, wurde ein Jahr später genehmigt. Die Yorktown wurde am 21. Mai 1934 bei Newport News Shipbuilding auf Kiel gelegt, ihre Indienststellung erfolgte am 30. September 1937. Das Schwesterschiff Enterprise folgte am 12. Mai 1938. Nach dem Auslaufen der Vertragsbestimmungen des Washingtoner Flottenabkommens 1938 entschied sich die Marineführung, die Flugzeugträgerflotte durch den Bau eines weiteren vollwertigen Flottenträgers zu verstärken. Da für die Ausarbeitung eines neuen Entwurfs zu dem Zeitpunkt allerdings keinerlei Ressourcen zur Verfügung standen, wurde die Hornet im älteren Design der Yorktown-Klasse mit fast allen Einschränkungen durch den längst obsoleten Flottenvertrag im Dezember 1940 vom Stapel gelassen und am 20. Oktober 1941 in Dienst gestellt.

### Einsatz und Verbleib

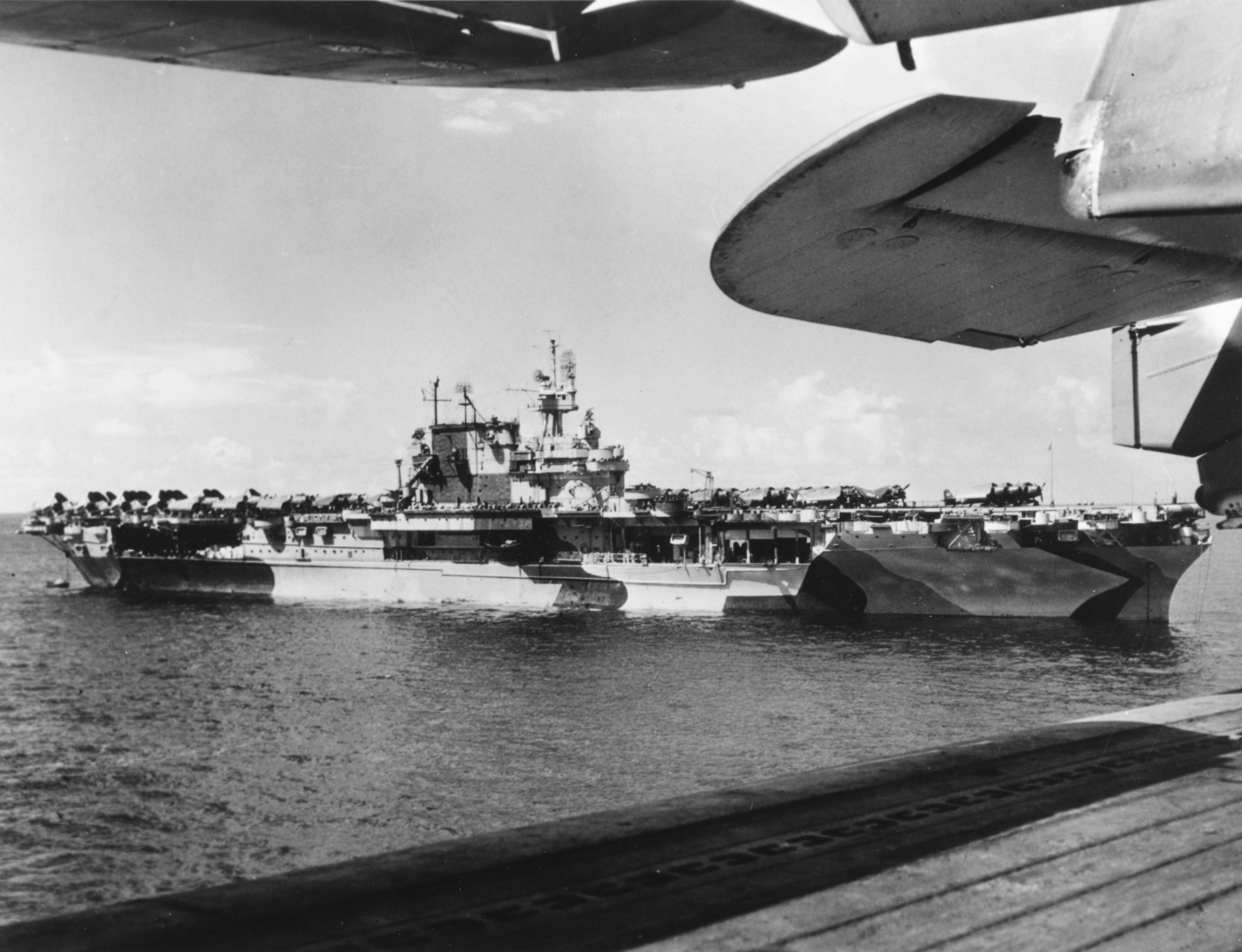
Die Enterprise vor Saipan

Die drei Träger der Yorktown-Klasse wurden nach ihrer Indienststellung der US-Pazifikflotte zugeteilt und von Häfen an der Westküste eingesetzt. Bis zum japanischen Angriff auf Pearl Harbor nahmen die Träger zumeist an Flottenmanövern teil, nach Ausbruch des Krieges bildeten die Yorktown, die Enterprise und die Hornet zusammen mit der Lexington und der Saratoga das Rückgrat der US Navy im Pazifikkrieg. Von der Hornet starteten die B-25-Bomber zum Doolittle Raid auf Tokio, die Enterprise gab der Hornet während der Operation Deckung. Die Yorktown nahm an der Schlacht im Korallenmeer teil und wurde dort durch Bombentreffer schwer beschädigt. Die Schäden konnten aber in Rekordzeit im Dock in Pearl Harbor wieder behoben werden, so dass sie an der Schlacht um Midway teilnehmen konnte. Die Yorktown sank dann aber am 7. Juni 1942 nach der Schlacht nach mehreren japanischen Torpedotreffern. Ihr Schwesterschiff Hornet sank am 27. Oktober ebenfalls nach mehreren japanischen Torpedotreffern in der Schlacht bei den Santa-Cruz-Inseln. Nach dem Verlust der beiden Träger war die Enterprise zeitweise der einzige einsatzbereite Flugzeugträger der US-Marine im Pazifik. Die Verwundbarkeit gegenüber Torpedos, die zum Verlust der beiden Schwesterschiffe geführt hatte, wurde während umfangreicher Umbauten im Jahr 1943 verringert, zudem wurde die Flugabwehrbewaffnung aufgrund der erhöhten Bedrohung durch japanische Flugzeuge verstärkt. Die Enterprise, die an fast allen Schlachten des Pazifikkriegs teilnahm, war zu Kriegsende das am höchsten dekorierte Schiff der Marine. Sie wurde am 17. Februar 1947 außer Dienst gestellt. Versuche, die Enterprise als Museumsschiff zu erhalten, scheiterten aus finanziellen Gründen, so dass sie schließlich zwischen September 1958 und März 1960 verschrottet wurde.

### Schiffe (Tabelle)
| Name                  | Kiellegung         | Stapellauf        | Indienststellung   | Verdrängung (Standard) | Verdrängung (voll beladen) | Länge   | Breite | Tiefgang | Schicksal                                                                |
| --------------------- | ------------------ | ----------------- | ------------------ | ---------------------- | -------------------------- | ------- | ------ | -------- | ------------------------------------------------------------------------ |
| USS Yorktown (CV-5)   | 21. Mai 1934       | 4. April 1936     | 30. September 1937 | 19.800 t               | 25.500 t                   | 251,4 m | 29,3 m | 7,9 m    | Gesunken am 7. Juni 1942 nach der Schlacht um Midway                     |
| USS Enterprise (CV-6) | 16. Juli 1934      | 3. Oktober 1936   | 12. Mai 1938       | 19.800 t               | 25.500 t                   | 251,4 m | 29,3 m | 7,9 m    | Verschrottet 1958                                                        |
| USS Hornet (CV-8)     | 25. September 1939 | 14. Dezember 1940 | 20. Oktober 1941   | 19.800 t               | 25.500 t                   | 251,4 m | 29,3 m | 7,9 m    | Gesunken am 27. Oktober 1942 nach der Schlacht bei den Santa-Cruz-Inseln |

## Technik

### Maße
Die Träger der Yorktown-Klasse hatten eine Länge über Alles von 246,8 Metern, die Länge in der Konstruktionswasserlinie betrug 234,7 Meter. Die Breite in der Konstruktionswasserlinie lag bei 25,3 Metern, die maximale Breite bei den ersten beiden Schiffen ursprünglich bei 33,40 Metern. Der Tiefgang betrug maximal 7,90 Meter. Die Verdrängung lag zwischen 23.507 tn. l. und 32.060 tn. l. Die Schiffe hatten eine Seitenhöhe von 24 Metern. Bei einer Geschwindigkeit von 30 Knoten betrug der taktische Wendekreis 722 Metern.

#### Flugdeck und Hangar

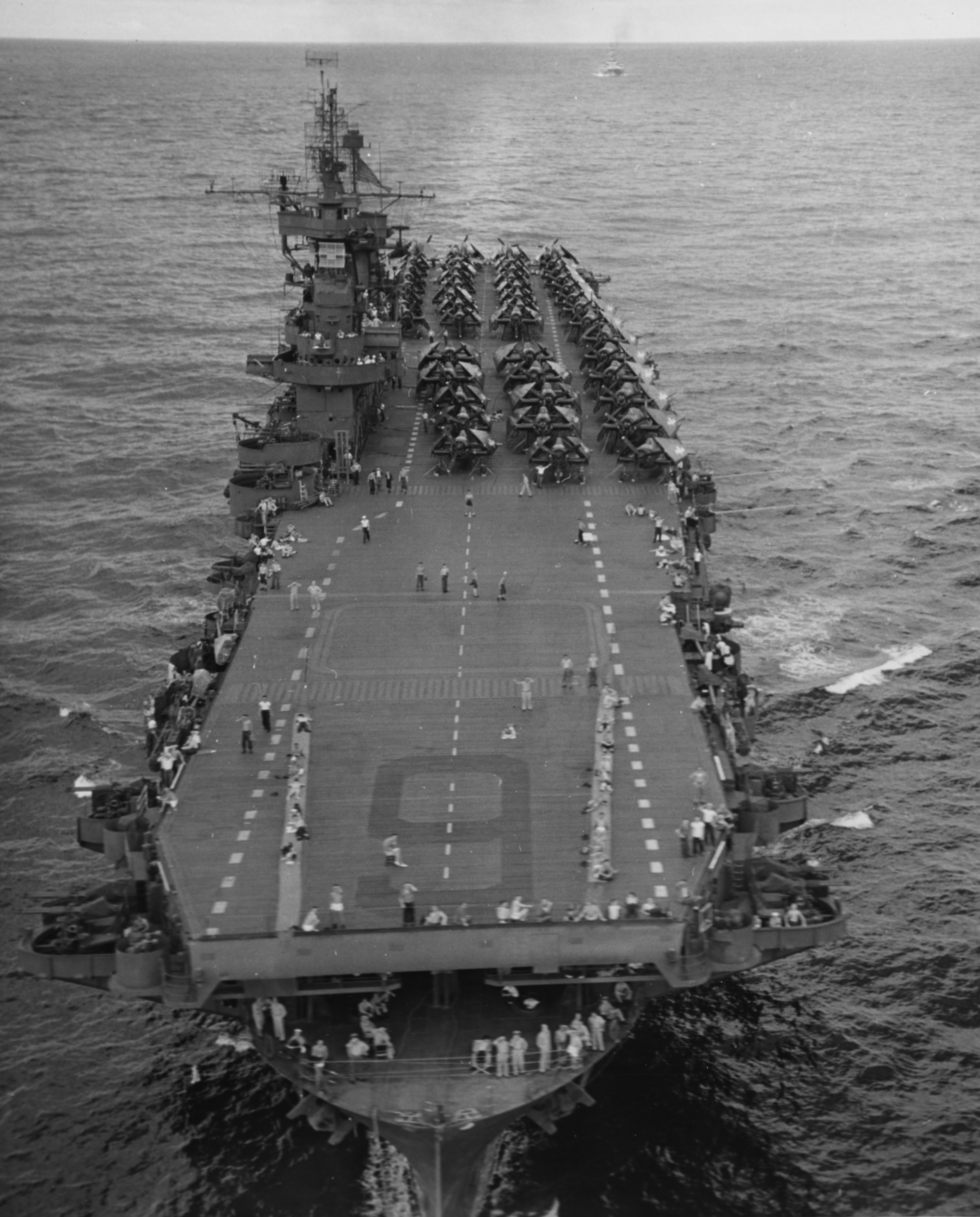
Blick auf das Flugdeck der Enterprise

Das Flugdeck eines Trägers der Yorktown-Klasse lag 16,8 Meter über der Wasserlinie und war 238 Meter lang und 24,4 Meter breit. Das Flugdeck und der Hangar gehörten, wie schon zuvor bei der Ranger, nicht zur integralen Schiffsstruktur, sondern waren auf das gepanzerte Hangardeck aufgesetzt. Die offene Bauweise des Hangars, der sich über die mittleren zwei Drittel der Schiffslänge erstreckte, ermöglichte es aufgrund der guten Belüftung, die Flugzeugmotoren schon unter Deck warmlaufen zu lassen. Gegen Wettereinflüsse oder bei taktischen Notwendigkeiten konnten die Hangaröffnungen mit Stahlrolltoren verschlossen werden. Drei Aufzüge verbanden das Hangardeck mit dem Flugdeck darüber.
Die ersten beiden Schiffe der Klasse verfügten bei Indienststellung nur über zwei hydraulische Katapulte, die auf dem Hangardeck querab zur Fahrtrichtung eingebaut waren und den Start von Aufklärungsflugzeugen ermöglichen sollten. Erst 1941 wurden sie mit zwei Katapulten auf dem Flugdeck nachgerüstet, die Hornet erhielt diese direkt beim Bau. Für die Landung der Bordflugzeuge verfügten die Träger über zwei Fangseilanlagen, eine am Heck mit neun Seilen und eine am Bug mit vier Seilen. Dies ermöglichte es den Schiffen, Flugzeuge bei Beschädigung des Achterdecks auch über den Bug landen zu lassen, eine Praxis, die aber fast nie angewendet wurde. Auf dem Vorderdeck abgestellte Maschinen wurden durch „crash barriers“ vor den landenden Flugzeugen geschützt.

#### Insel
Bei der Yorktown-Klasse wurden die Brückenaufbauten sowie der Schornstein erstmals zu einer Insel zusammengefasst, die den einzigen Aufbau auf dem Oberdeck bildete. Sie trug die Kommandobrücke, Flug- und Deckskontrolle, Feuerleit- und Radaranlagen sowie Teile der Flugabwehrbewaffnung. Die Kommandobrücke befand sich 26,2 Meter über der Wasserlinie und knapp zehn Meter über dem Flugdeck, die Spitze des Masts lag 43,6 Meter über der Wasserlinie.

### Antrieb
Die Schiffe der Yorktown-Klasse waren mit vier Parsons Dampfturbinen ausgestattet, die jeweils eine Welle antrieben und insgesamt 120.000 Shp (88.260 kW) entwickelten, mit der sie eine Höchstgeschwindigkeit von 32,5 Knoten (60 km/h) erreichte. Der Dampf wurde von neun Babcock & Wilcox-Wasserrohrkesseln mit einer Temperatur von 342 Grad Celsius und einem Arbeitsdruck von 27,5 bar geliefert. Das Schiff konnte maximal 4360 tn.l. Heizöl mitführen, was ihm bei 15 Knoten (28 km/h) eine Reichweite von 12.000 Seemeilen (22.224 km) ermöglichte. Die Besatzung der Schiffe bestand aus 2175 Offizieren und Mannschaft.

### Bewaffnung
Die Bewaffnung bestand aus acht 127 mm Flugabwehrgeschützen in Mk 24 Lafetten mit einem Gewicht von 15 t. Jeweils vier Geschütze befanden sich vorn und achtern an Back- und Steuerbord in Schwalbennestern. Die 4.826 mm langen Geschütze hatten einen Seitenrichtbereich von 160 Grad. Die Kanonen selbst wogen 1,8 t und hatten bei einer Elevation von 45° und einer Mündungsgeschwindigkeit von 792 m/s eine effektive Reichweite von 16.640 m. Sie verschossen 25 kg schwere Granaten mit einer Kadenz von ca. 15 Schuss pro Minute. Die seitliche Ausrichtung erfolgte durch einen 3,7 oder 7,4 kW Elektromotor mit einer Geschwindigkeit von 28,75 Grad pro Sekunde. Die Erhöhung und Absenkung der Rohre erfolgte durch denselben Motor mit einer Geschwindigkeit von 15 Grad pro Sekunde.
Zusätzlich waren vier 27,9 mm-Vierlingsgeschütze auf der Insel untergebracht, jeweils zwei vor und zwei hinter den Aufbauten. Die Geschütze hatten einen Seitenrichtbereich von 360 Grad und eine Mündungsgeschwindigkeit von 823 m/s. Bei einer Elevation von 40° 53’ hatten die Kanonen eine effektive Reichweite von 6.770 Metern Bei einer Erhöhung von 90° erreichten die Geschütze eine Gipfelhöhe von 5790 Metern. Diese Geschütze wurden durch bis zu 24 wassergekühlte 12,7-mm-Maschinengewehre ergänzt.

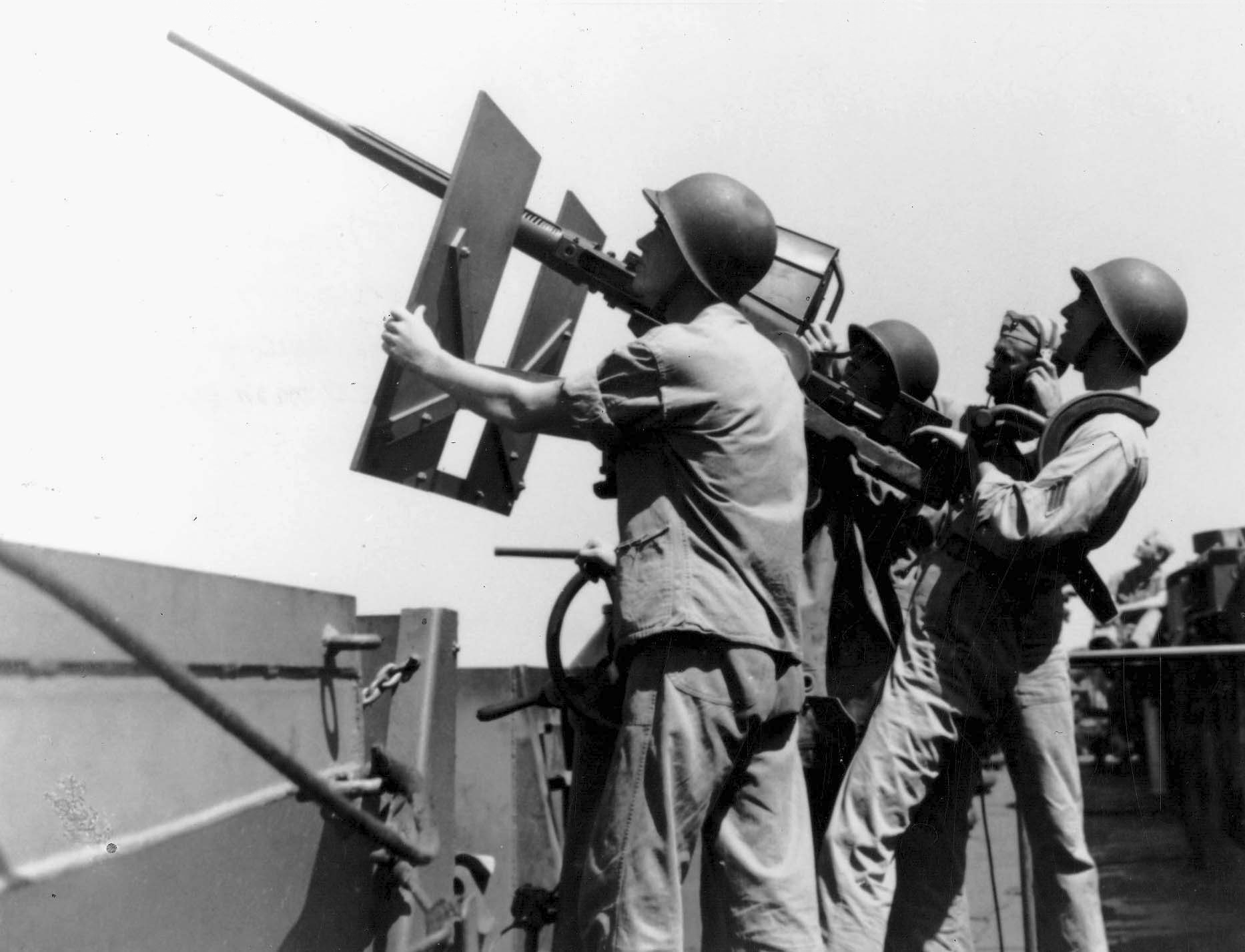
20-mm-Flak

Ab Juni 1942 wurde die Flugabwehrbewaffnung durch 20-mm-Oerlikon-Maschinenkanonen ergänzt, die Hornet und die Yorktown erhielten jeweils 24 Geschütze, die  Enterprise wurde mit 32 Maschinenkanonen ausgestattet. Im August 1942 wurde auf der Hornet die Zahl auf 32 Geschütze und 38 auf der Enterprise erhöht. Zudem war vorgesehen, die älteren 27,9-mm-Geschütze durch 40-mm-Bofors-Geschütze zu ersetzen, jedoch wurde dies nur noch bei der Enterprise ab November 1942 durchgeführt, da die beiden anderen Schiffe vorher verloren gingen. Sie erhielt vier Vierfachgeschütze, zudem weitere acht 20-mm-Kanonen. Im Juli 1943 kamen zwei weitere 40-mm-Vierfachgeschütze, acht 40-mm-Zwillingsgeschütze sowie zwei weitere 20-mm-Kanonen an Bord. Eine letzte Verstärkung der Bewaffnung erhielt die Enterprise ab Mai 1945, mit insgesamt 54 40-mm-Geschützen (elf Vierfachlafetten und fünf Zwillingslafetten) sowie 16 20-mm-Maschinenkanonen verfügte sie nun über genug Feuerkraft.

### Sensoren
Die Träger der Yorktown-Klasse waren bei Indienststellung mit der ersten Radaranlage ausgestattet, die die US-Marine für den Einsatz auf Schiffen entwickelt hatte. Das CXAM-Radar konnte Schiffe auf eine Entfernung von bis zu 16 Seemeilen orten, Flugzeuge, abhängig von deren Größe und Flughöhe, auf bis zu 70 Seemeilen. Die Hornet erhielt die aus dem gesunkenen Schlachtschiff California geborgene Radaranlage.
Die Enterprise erhielt Ende 1942 ein SC-2-Radar, das mit seiner 4,6 mal 1,4 Meter Antenne Flugzeuge in 3.000 Meter Höhe auf 80 Seemeilen und große Schiffe auf knapp 40 Seemeilen orten konnte. Später kam noch das SK-Langstreckenradar mit der charakteristischen quadratischen Form (5,2 × 5,2 m) und den offenliegenden Drähten der Antenne, das auch als „bedspring“ (Bettfeder) bezeichnet wurde. Die Radaranlage konnte einen anfliegenden Bomber in 3.000 Meter Höhe auf 100 Seemeilen orten.
Für die Feuerleitung der Flugabwehrgeschütze waren die Träger mit zwei Mark-33-Anlagen auf der Insel ausgerüstet. Die Anlagen, die mittels optischer und Radarerfassung arbeiteten, konnten Ziele horizontal bis zu 320 Knoten Geschwindigkeit verfolgen. Auf der Enterprise wurden die Anlagen im Juli 1943 durch die moderneren Mark-37-Systeme ersetzt, die eine Verfolgungsgeschwindigkeit von 400 Knoten horizontal und 250 Knoten vertikal erlaubten.

### Luftgruppe

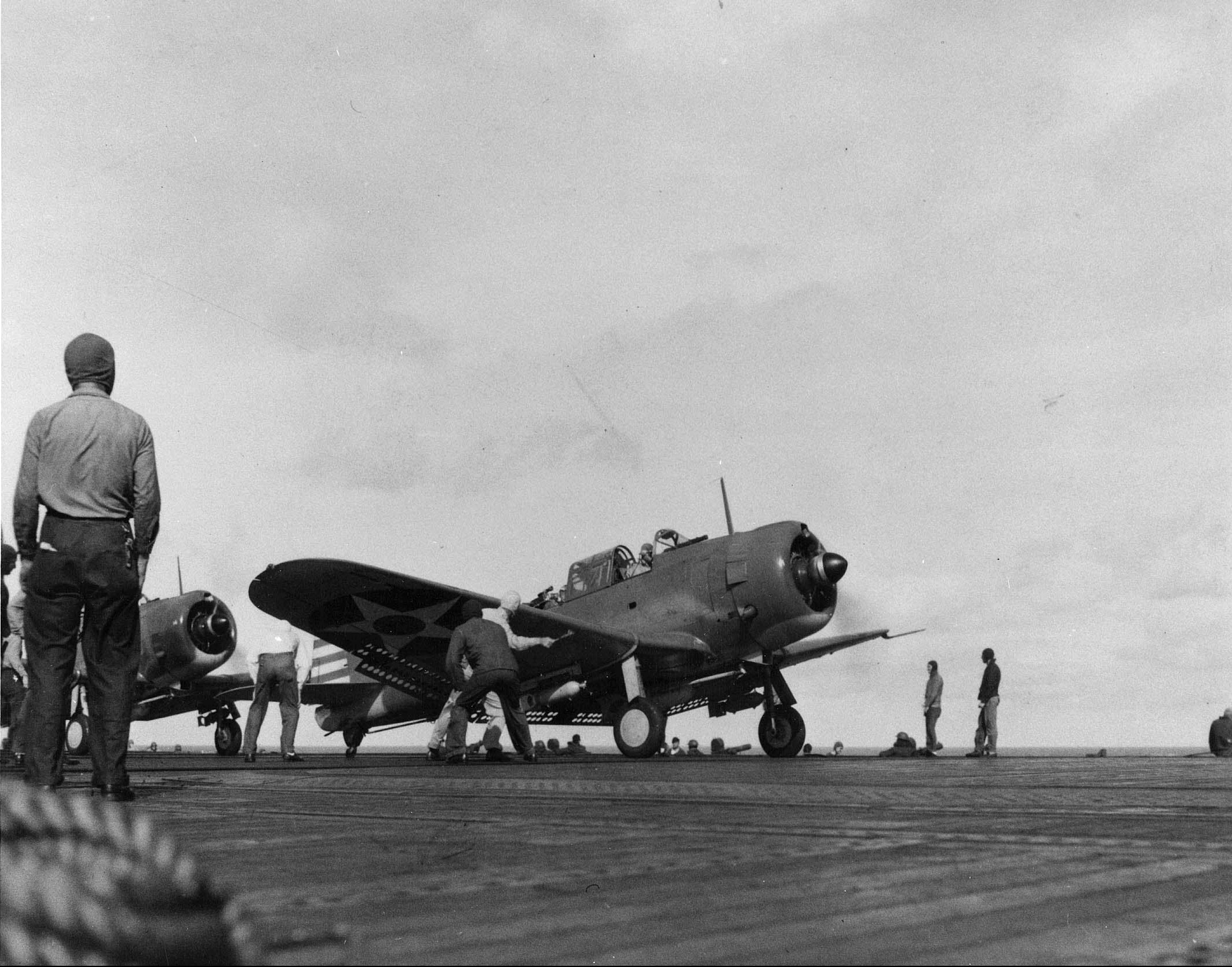
Start einer SBD Dauntless vom Deck der Enterprise

Die Träger boten Platz für bis zu 90 Flugzeuge, geplant waren 84 Kampfflugzeuge sowie sechs Aufklärungsflugzeuge. Aus Platzgründen wurden aber meist nur maximal 80 Flugzeuge an Bord eingesetzt. Der Carrier Air Wing setzte sich zumeist aus etwa 20 bis 30 Jagdflugzeugen, an Bord der Enterprise während der See- und Luftschlacht im Golf von Leyte zeitweise 40 Jagdflugzeuge, 30 bis 35 Sturzkampfbombern und 20 Torpedobombern zusammen. Für die Trägerflugzeuge wurden an Bord über 670.000 Liter Flugbenzin sowie 433 Tonnen Munition mitgeführt.
Vor dem Zweiten Weltkrieg wurden Grumman-F3F-Jagdflugzeuge, Curtiss-SBC-Sturzkampfbomber, Douglas-TBD-Torpedobomber sowie Grumman-J2F-Aufklärer an Bord der Schiffe eingesetzt. Ab 1940 wurden die Doppeldeckerjagdflugzeuge durch Grumman F4F ersetzt, ab 1941 wurde die Douglas SBD an Bord eingeführt. Auf der Enterprise wurde ab 1943 die Vought F4U zusammen mit der Grumman F6F als Jagdflugzeug eingesetzt, als Torpedobomber kam die Grumman TBF zum Einsatz. 1944 wurde die Douglas SBD teilweise durch die Curtiss SB2C ersetzt.

### Panzerung
Die Panzerung der Träger war gegenüber der Ranger massiv erhöht worden, sie betrug auf Höhe der Wasserlinie maximal 102 mm. Die Panzerung der Hauptschotten sowie des Kommandoturms betrug ebenfalls 102 mm, das Hangardeck war mit 76 mm Panzerstahl verstärkt. Zum Schutz vor Torpedoangriffen waren die Rümpfe mit einem doppelten Schiffsboden versehen, die Bordwand wurde durch ein System aus drei teilweise flüssigkeitsgefüllten Tanks geschützt, die die Druckwelle und die Splitter einer Torpedoexplosion absorbieren sollten. Bei der Enterprise wurde dieses System im Juli 1943 noch einmal verstärkt.

### Besatzung

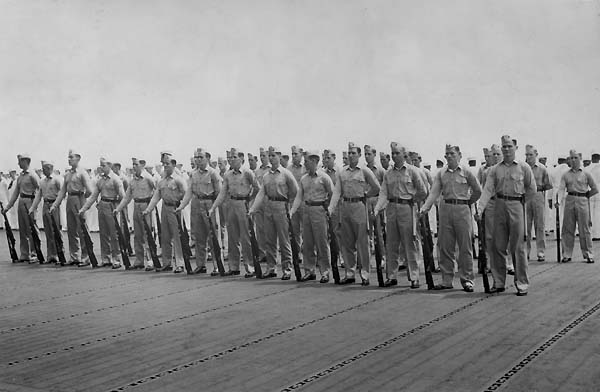
Marine-Detachment an Bord der Enterprise

In Friedenszeiten bestand die Besatzung der Träger aus 86 Offizieren und 1280 Mannschafts- und Unteroffiziersdienstgraden. Dazu kamen noch einmal 141 Offizieren und 710 Mannschaften des Carrier Air Wing, womit die maximale Besatzungsstärke 2217 Mann betrug. In Kriegszeiten erhöhte sich die Besatzungsstärke, besonders durch die Verstärkung der Flugabwehrbewaffnung und die Stationierung eines Detachements der US-Marines an Bord, auf 2919.

### Tarnung

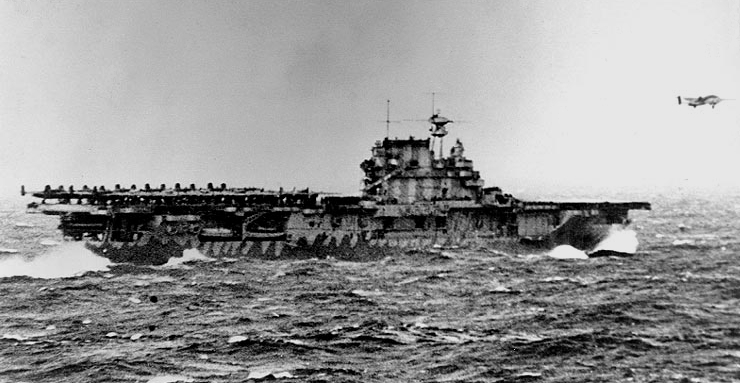
Die Hornet während des Doolittle Raid, erkennbar die wellenförmige Trennlinie des Schema-12-Tarnanstrichs

Bis Kriegsbeginn waren alle drei Schiffe im Schema 1, einem einfarbigen Anstrich aller vertikalen Flächen in Light Gray (Hellgrau), lackiert. Nach Kriegsbeginn erhielten die Yorktown und die Hornet einen Anstrich in Schema 12, wobei dieses bei der Hornet dahingehend modifiziert wurde, dass die Trennlinie zwischen Sea Blue (Seeblau) und Ocean Gray (Ozeangrau) wellenförmig ausgeprägt war. Die Enterprise trug von Ende 1941 bis Juli 1944 sowie von Mai 1945 bis zur Außerdienststellung Schema 21, eine Komplettlackierung in Navy Blue (Marineblau). Zwischen Juli 1944 und Mai 1945 war sie in Tarnschema 33, einer Mischung aus Haze Gray (Dunstgrau), Pale Gray (Blassgrau) sowie Ocean Gray (Ozeangrau) im Muster 4AB, das aus großen Flächen bestand, lackiert. Dieses „disruptive“ oder „dazzle camouflage“ genannte Muster sollte Beobachter über Größe, Geschwindigkeit und Fahrtrichtung des Schiffes täuschen.